# Lacul Hergheșceu
 Lacul Hergheșceu a fost un lac de tip fluvial, format pe un braț părăsit și parțial colmatat de râu, situat în hotarul comunei Chevereșu Mare, județul Timiș. A fost secat în urma lucrărilor de îmbunătățiri funciare din anii 1969-1970. Astăzi doar un topic din extravilanul satului mai amintește de lac.